# Illinois State Route 32
Die Illinois State Route 32 (kurz IL 32) ist eine State Route im US-Bundesstaat Illinois, die in Nord-Süd-Richtung verläuft.
Die State Route beginnt am U.S. Highway 40 und an der Illinois State Route 33 in Effingham und endet nach 112 Kilometern in Cisco an der Illinois State Route 48.

## Verlauf
Die Illinois State Route 32 verlässt gemeinsam mit der State Route 33 die Stadt Effingham in nördlicher Richtung und trifft am nordwestlichen Stadtrand auf die Trasse der Interstates 57 und 70. Nahe Shumway trennt sich die IL 32 von der IL 33, und südlich von Windsor nutzt sie für einige Kilometer die Trasse der Illinois State Route 16. Im Süden von Sullivan überquert sie die Ausläufer des Lake Shelbyville, und im Westen der Stadt überlappt sie sich für etwa fünf Kilometer mit der State Route 121.
In Lovington zweigt die Illinois State Route 133 in östlicher Richtung ab, und nördlich von Lake City trifft sie auf den U.S. Highway 36. Südlich von Cerro Gordo teilt sie sich auf einer Strecke von zehn Kilometern die Trasse mit der State Route 105, bevor sie westlich von Cisco an der Illinois State Route 48 endet.